# Дом трудолюбия
Дом трудолю́бия — возникшая в конце XIX века в России форма помощи незащищённым слоям населения и их социализации путём предоставления оплачиваемой работы, пропитания и иногда жилья.
В отличие от существовавших на тот момент работных (рабочих) домов изначально не являлись учреждениями исполнения наказания и предполагали относительно свободное в них проживание и добровольное участие в труде.
Кроме домов трудолюбия для взрослых, в России распространилась форма специализированных детских учреждений подобного профиля, часто называемых (детскими) приютами трудолюбия.
Последние, кроме рутинного выполнения заказов, делали акцент на обучении подростков ремёслам для последующих их самостоятельного трудоустройства и социализации.
Дома трудолюбия в России считаются одной из ранних форм социального предпринимательства и тесно связаны с фигурой барона Отто Буксгевдена.
Его начинания получили поддержку и помощь великой княгини Александры Иосифовны.

## Елизаветинские училища

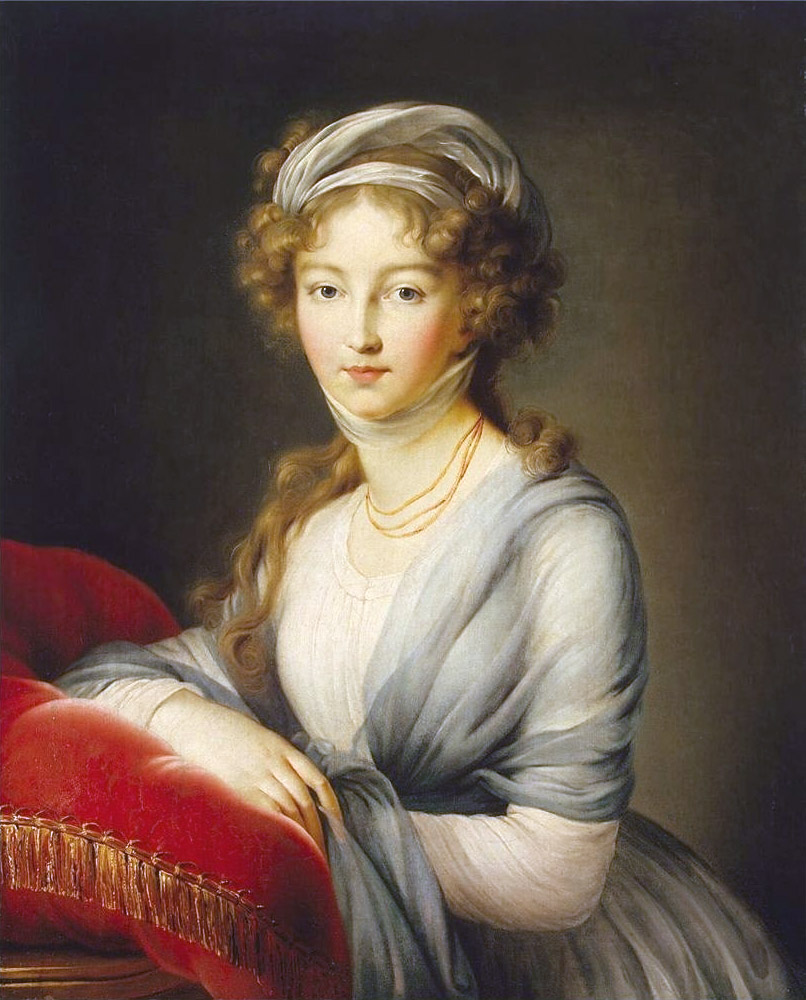
Елизавета Алексеевна

Домами трудолюбия в первой половине XIX века назывались женские учебные заведения II разряда, в которых на полном содержании жили и обучались бедные девушки.
Также в эти «дома трудолюбия» принимались пенсионерки.
В 1847 году существовавшие на тот момент подобные заведения в Москве, Санкт-Петербурге и Симбирске были переименованы в Елизаветинские училища в честь императрицы Елизаветы Алексеевны, которая им попечительствовала и оставила в наследство гигантскую по тем временем сумму в пол миллиона рублей.
Аналогичного рода учреждение существовало в Калуге.

## История

### Первые попытки
В 1821 году в Рязани появился дом трудолюбия другого рода, который совмещал в себе начальную школу для убогих детей, богадельню для призрения престарелых и увечных и работный дом.
В 1864 году приходское попечительство Благовещенской церкви в Санкт-Петербурге предпринимало создать «дом трудолюбия» в форме работного дома, однако эта попытка не увенчалась успехом.

### Демидовский дом трудолюбия — «Демидовский дом призрения трудящихся»
19 марта 1833 года в Санкт-Петербурге меценатом Анатолием Николаевичем Демидовым был открыт дом трудолюбия — «Демидовский дом призрения трудящихся», на обустройство и строительство которого Демидов пожертвовал 500 000 рублей.
Главной целью Демидовского дома трудолюбия было «бедным лицам женского пола свободного состояния доставить способы к производству рукодельных работ, посредством которых они могли бы честным и полезным образом снискивать содержание себе и своим семьям». В Демидовском доме трудолюбия постоянно проживало 50-60 женщин, ежедневно приходило на работу 150–275. Работниц обеспечивали питанием, снабжали необходимыми инструментами и материалами для работы.
15 мая 1837 года при заведении открылся первый детский сад в России – «Образцовый детский приют»: дети проводили в нём целый день на полном обеспечении. 
В 1839 году при Демидовском доме была основана Камер-юнгферская школа для обучения девочек профессиям. В том же году открылась дешёвая столовая для бедняков (больным пища отпускалась даром). Благотворители приобретали билеты на пропитание в столовой и раздавали беднякам в качестве милостыни. Столовые были открыты в нескольких отделениях Демидовского дома.
По уставу, утвержденному 8 июля 1882, дом трудолюбия состоял из 4 отделений: 
1. Отделение трудящихся женщин;
2. Отделение для воспитания девиц – профессиональная школа для бедных девиц всех сословий с курсом обучения ремеслам;
3. Отделение снабжения бедных готовой пищей;
4. Отделение для приюта надзирательниц и учительниц, для старых служительниц Дома трудолюбия.

В 1894 Демидовский дом трудолюбия был преобразован в первое в России женское коммерческое училище

### Общество поощрения трудолюбия и Рукавишниковский приют

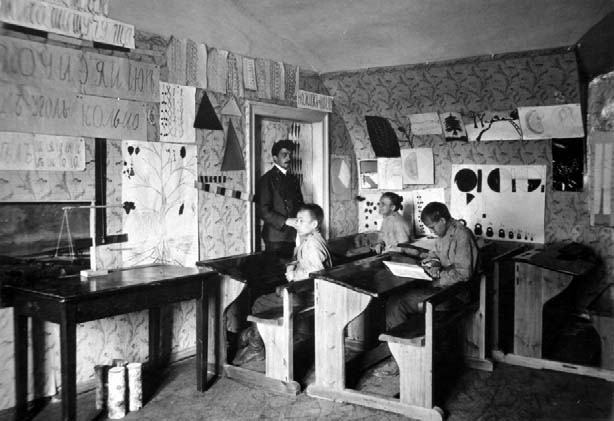
Школа Рукавишниковского приюта

В 1865 году было создано «Общество поощрения трудолюбия», руководителем которого стала Александра Стрекалова.
Впоследствии «Общества поощрения трудолюбия» реорганизовалось в первый в России исправительно-воспитательный детский приют, директором которого стал Николай Рукавишников.

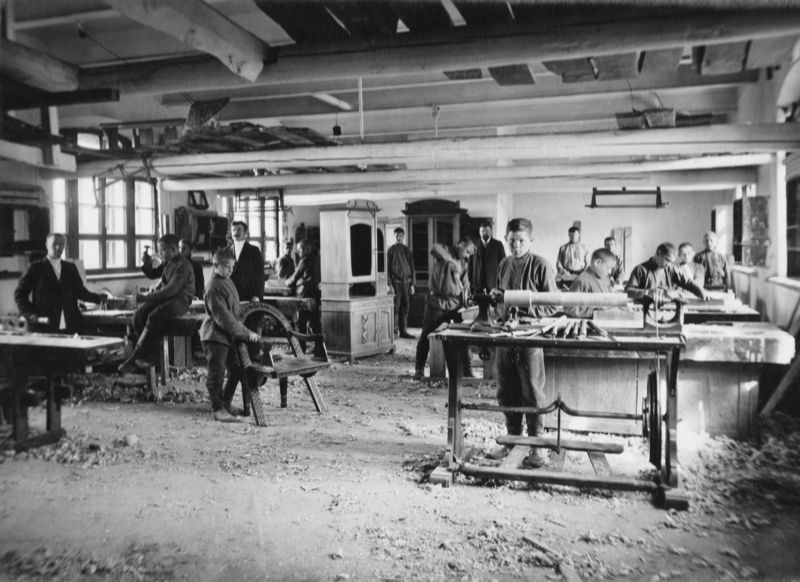
Плотницкая мастерская Рукавишниковского приюта

Николай Рукавишников умер 8 августа 1875 года, после простуды, которую он получил, сопровождая своих воспитанников на прогулку на Воробьёвы горы. Был похоронен в Новодевичьем монастыре.
Осиротевший приют начал стремительно приходить в упадок. Чтобы не дать погибнуть делу всей жизни Николая Васильевича, его братья — Иван и Константин Рукавишниковы ходатайствовали о передаче приюта Московскому общественному управлению.
В сентябре 1878 года приют стал городским учреждением. Братья пожертвовали 120 тысяч рублей на покупку приютом собственного дома (заветная мечта Николая Васильевича) и 30 тысяч рублей на строительство церкви. Был приобретён трёхэтажный особняк на Смоленско-Сенной площади.
В декабре 1873 года по ходатайству Общества распространения полезных книг с «высочайшего соизволения» императора Александра II приют стал называться Рукавишниковским.
Рукавишниковский приют просуществовал до 1920 года.

### Дом трудолюбия в Кронштадте
10 октября 1882 года настоятелем Андреевского собора отцом Иоанном и лютеранином бароном Отто Буксгевденом был открыт Дом трудолюбия в Кронштадте, ставший одним из наиболее ярких примеров, изменивших подход к подобным заведениям в России, фактически приведших к распространению новой практики по всей стране в форме домов трудолюбия.

### Евангелический дом трудолюбия
В 1886 году на средства, собранные у лютеранского купечества бароном Буксгевденом был основан второй в Санкт-Петербурге мужской Евангелический дом трудолюбия (Б. Сампсониевский, 97) на 40 человек при лютеранской церкви св. Марии.
Большинство служащих в нём вышло из хорошо зарекомендовавших себя призреваемых, что позволило снизить расходы и увеличить количество рабочих мест.
Целью заведения отчасти считалось «приучить пьяниц и распущенных рабочих к трезвости и дисциплинировать их».
В отличие от Дома трудолюбия в Кронштадте его подопечные не могли покидать пределов учреждения, что сближало его с ранними формами работных домов.
Обосновывалось это следующим образом: «Опыт показал, что работающие не умели распоряжаться полученными деньгами и оставались в бедственном состоянии, что и побудило совет обеспечить их кровом и харчами. Ввиду этого, за исключением нескольких женатых стариков, всем, искавшим работы, ставилось условие, чтобы они жили в доме трудолюбия».
В 1889 году в Евангелическом доме трудолюбия помещалось 103 человека, занимавшихся картузным, переплётным делом, плетением рогожек для стульев, половых матов, портяжным, сапожным, обойным и столярным мастерствами.

### Ранняя практика

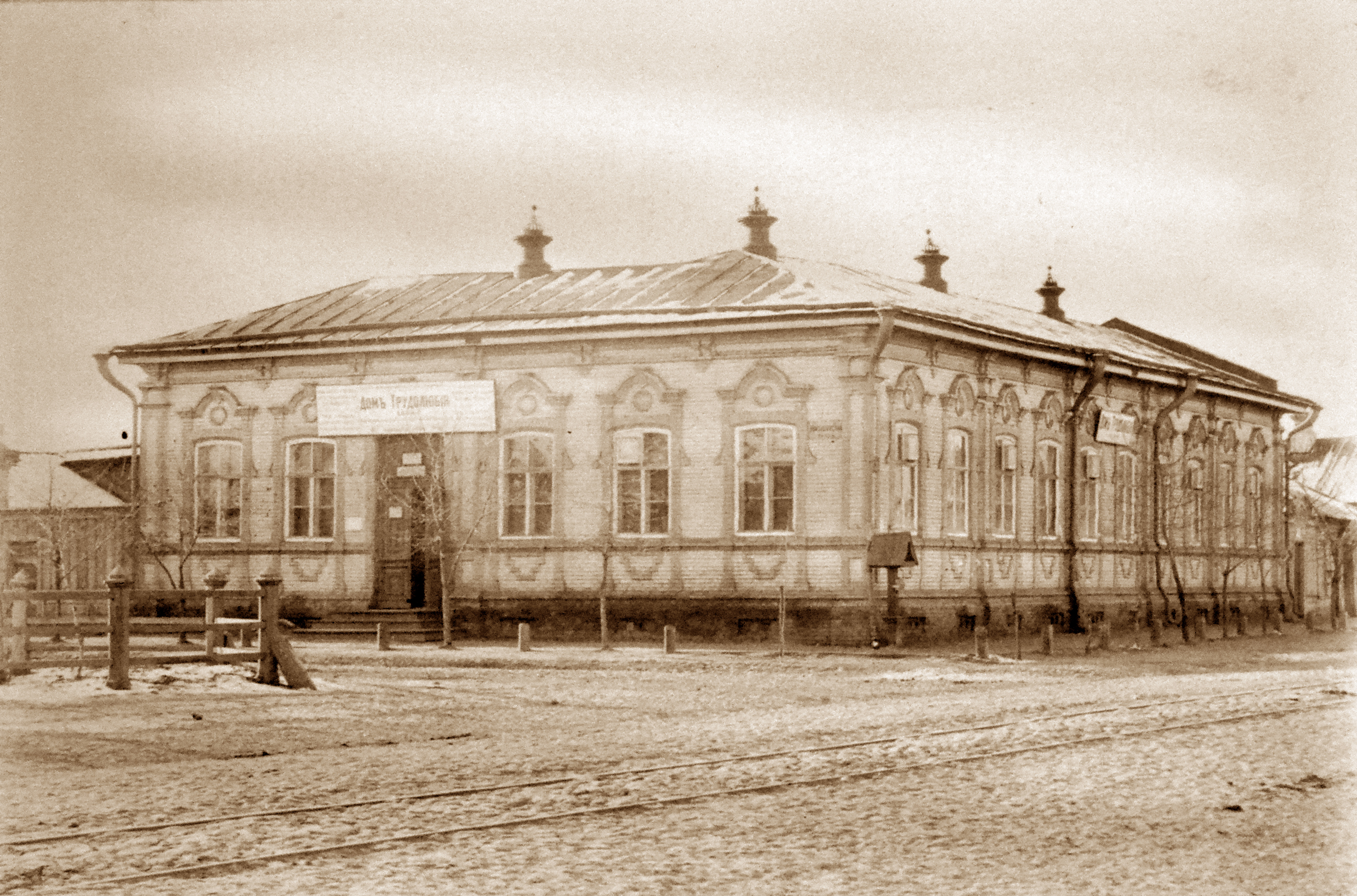
Дом трудолюбия в Саратове на углу Камышинской (Рахова) и Московской улиц

В 1888 году[уточнить] жительница Саратова Е. А. Берлиндер-Родионова решила учредить в городе дом трудолюбия.
Для этих целей она предоставила сроком на десять лет свой дом, находившийся на углу Московской и Камышинской (ныне Рахова) улиц и внесла членский взнос на его содержание.
Особенно увеличилось число нуждающихся в помощи в неурожайном 1891 года.
В это время Дом был переполнен настолько, что пришлось снять дополнительные помещения и открыть в них два отделения: взрослое и детское.
Тогда же при доме трудолюбия были открыты дешёвая столовая и чайная.
Благодаря широко развернувшейся благотворительной поддержке попечители дома смогли в 1894 году купить в собственность здание на углу улиц Вознесенской и Московской, в которое переместили детское отделение.
Взрослые обитатели оставались в прежнем помещении до истечения оговоренного срока пользования им — до 1 сентября 1898 года.
В 1890 году Петровское общество вспоможения бедным прихода Введения открыло дом трудолюбия, в котором призреваемые получали еду и работу, а беднейшие — ночлег на условиях отчисления процента заработка в пользу общества.
В 1891 году ярославский Комитет призрения неимущих открыл в городе картонажно-переплетную мастерскую для беднейших детей, чтобы отвлечь их от нищенства. При ней была дешёвая столовая.
За работу дети получали 5 — 8 копеек в день.
Оставаться в Доме они могли от одного месяца до года.

### «Муравей» и «Московский муравейник»
23 декабря 1892 года было открыто общество «Муравей» (Фурштатская улица, 20), организованное с участием барона Буксгевдена по примеру французского «Societe des fourmis» и учреждённое 5 декабря 1891 года.
Первоначально общество сосредоточилось на благотворительности традиционным средствами.
Так в соответствии с последней редакцией устава, утверждённой 31 марта 1911, ставило целью «1). Доставлять бедным детям на зиму теплое платье и обувь; 2). Доставлять работу бедным женщинам и 3). Оказывать призрение и воспитание детям до 12-летнего возраста».
Однако через некоторое время «Муравей» перешёл от безвозмездной помощи к традиционной для социального предпринимательства практике — активному вовлечению опекаемых к изменению своей судьбы; также традиционным стал выбор основной цели воздействия — женщины, позаботивших о которых можно было помочь их детям.
В июне 1910 года «Муравьём» был основан работный дом для бедных женщин на Петербургской стороне (заведующая — Е. П. Осипова), а в феврале 1911 года на Зверинской ул., 17 общество открыло мастерскую дамских нарядов, к работе в которой были привлечены некоторые девочки из убежища.
Общество прекратило деятельность в конце 1917 года.
В 1893 году Александра Стрекалова учредила благотворительное общество «Московский муравейник», целью которого было оказание помощи беднейшим женщинам путём предоставления им работы.
Члены «Муравейника» — «муравьи» — вносили в кассу не менее 1 рубля и в течение года должны были за свой счет изготовить не менее двух предметов одежды.
Название «мураши» со временем закрепилось за работницами мастерских «Муравейника».

### Дом трудолюбия Рукавишниковых

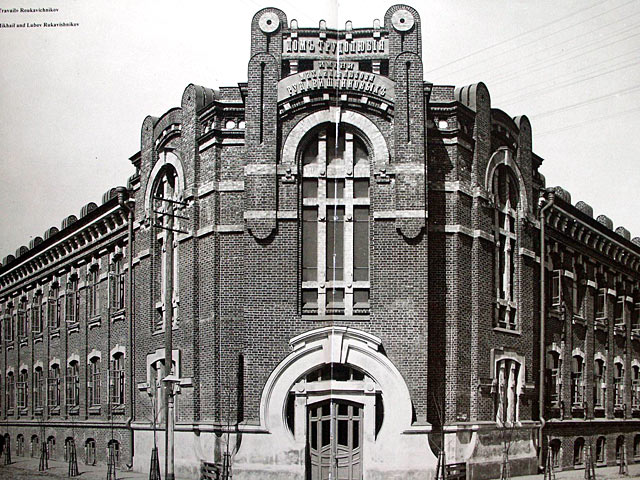
Дом трудолюбия купцов Рукавишниковых в Нижнем Новгороде

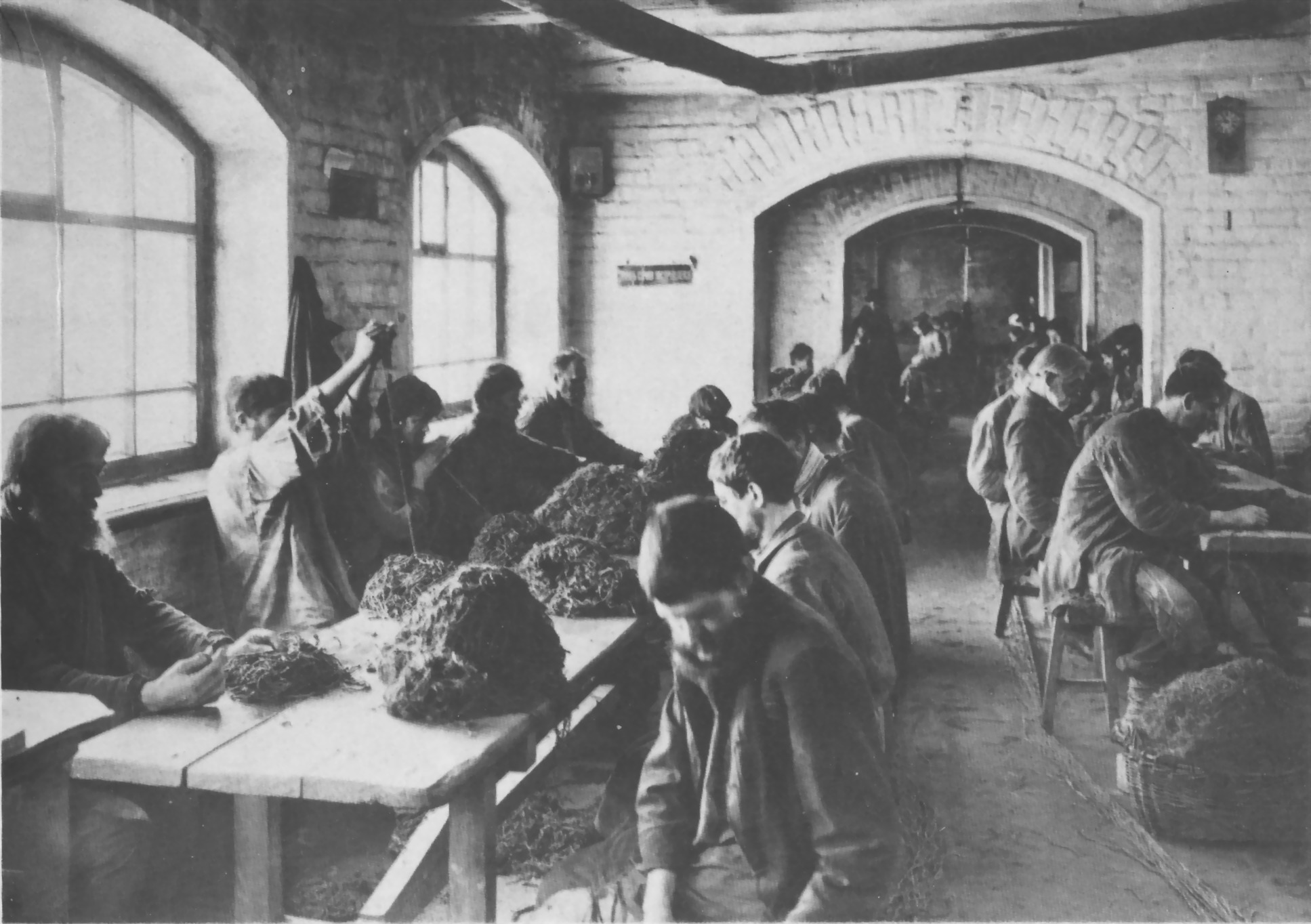
В доме трудолюбия Рукавишниковых

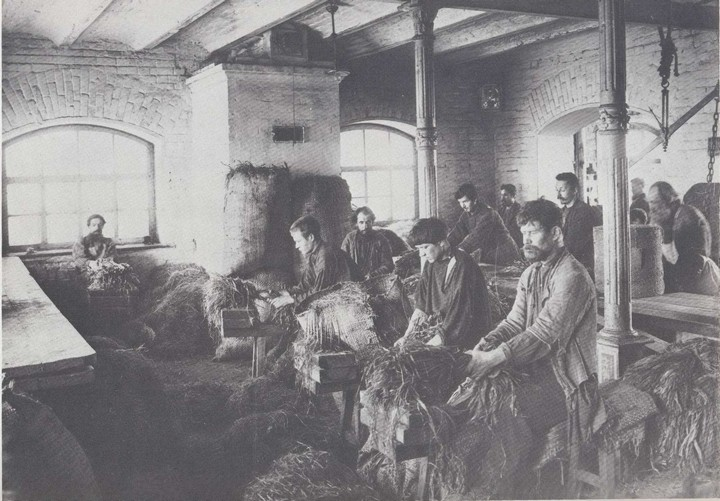
В доме трудолюбия Рукавишниковых

Ещё 1887 году на заседании Нижегородской гордумы прозвучал призыв «открыть в Нижнем Дом трудолюбия для занятия трудом бесприютных бедных и нищих».
Первый в Нижнем Новгороде Дом трудолюбия был открыт в 1893 году.
Для размещения 100 человек были отданы пустые военные казармы на Нижне-Волжской набережной.
Наиболее заметно идею развития в городе домов трудолюбия поддержала семья купцов Рукавишниковых — Братья Иван, Митрофан, Сергей, Николай Михайловичи Рукавишниковы и их родные сестры Варвара Михайловна (в замужестве Бурмистрова) и Юлия Михайловна (в замужестве Николаева.
В 1894 году на средства Рукавишниковых открылся Дом трудолюбия в помещении столярной фабрики на Мистровской улице (ныне улица Академика Блохиной).
Кроме строительства, купеческая семья поддерживала своё детище регулярными взносами на его деятельность.
В дни работы Всероссийской промышленно-художественной выставки в 1896 году Дом трудолюбия Рукавишниковых посетила императорская чета.
Однако в 1899 году здание сгорело.
Тогда дети Любови и Михаила Рукавишниковых решили построить каменное здание.
Проект двухэтажного строения в стиле модерн архитектора Павла Домбровского был осуществлён в 1905 году.
На фасаде была надпись «Дом трудолюбия имени Михаила и Любови Рукавишниковых».
В здании разместилось более 200 нищих, которые за то, что щипали паклю и чесали мочала, получали небольшую поденную плату, дважды в день еду и ночлег.
После Октябрьской революции дом трудолюбия закрыли.
С 1920-х годов в историческом доме размещается типография «Нижполиграф».
В 1960-е годы были надстроены два верхних этажа.

### Женский дом трудолюбия в Глухом переулке
В феврале 1894 года на углу 3-й Тверской-Ямской и Глухого переулка открылся первый женский дом трудолюбия, в котором могли получить работу все желающие — в швейных мастерских или на дому.
Постепенно образовался целый благотворительный комплекс: мастерские, народная чайная, пекарня (располагались в доме на углу 4-й Тверской-Ямской и Глухого переулка).
Пекарня снабжала женщин хлебом по доступной цене, причём беднейшим работницам хлеб выдавался бесплатно.
Пока матери работали, дети находились под присмотром в яслях.
Для грамотных девушек из бедных семей там же в 1897 году была организована школа портних и закройщиц.
Заказы поступали регулярно, изготовленная продукция продавалась по дешевой цене в открытых складах.
Это было первое московское благотворительное учреждение такого типа.

### Дом трудолюбия имени М. А. и С. Н. Горбовых

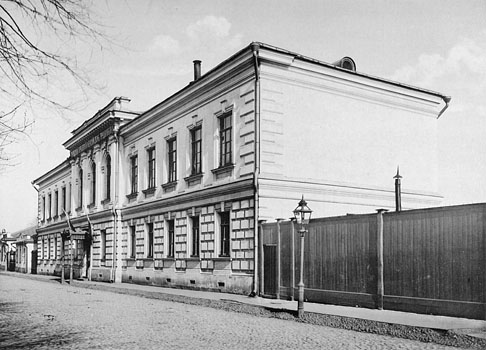
Женский дом трудолюбия имени С. Н. и М. А. Горбовых в Б. Харитоньевском переулке.

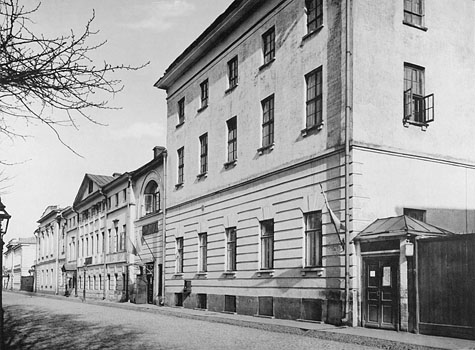
Женский дом трудолюбия имени С. Н. и М. А. Горбовых в Б. Харитоньевском переулке.

15 мая 1895 года потомственная почётная гражданка С. Н. Горбова обратилась в городскую Думу с предложением устроить на свои средства женский дом трудолюбия имени М. А. и С. Н. Горбовых.
Для строительства Дума выделила участок в Большом Харитоньевском переулке.
Двухэтажное каменное здание, выходящее фасадом в переулок, было рассчитано на 100 работниц.
Во втором этаже располагались две мастерские, где шили белье, в первом — квартиры служащих и народная столовая, переданная учредительницей в ведение города.
Работницы получали обеды, состоящие из щей, каши и чёрного хлеба, по цене 5 копеек.
Часто благотворителями жертвовались бесплатные обеды.
Женщины приходили в «Дом Горбовых» самостоятельно или направлялись городским попечительством и Управой.
Основной контингент представляли неграмотные крестьянки и мещанки в возрасте 20-40 лет.
При поступлении каждой выдавалась расчётная книжка, предоставлялись швейная машина и шкаф для хранения незаконченной работы.
В среднем здесь ежедневно работали 82 женщины.
Заработную плату получали один раз в неделю — от 5 до 65 копеек в день.
Из заработка вычитались стоимость материала, ниток, отчисления в пользу Дома.
В 1899 году при Доме были организованы детские ясли.
Сбыт продукции обеспечивался регулярными городскими заказами для различных богоугодных заведений.
Например, в 1899 году от городской Управы поступил заказ на шитье белья для всех больниц Москвы.

### Ольгинские приюты

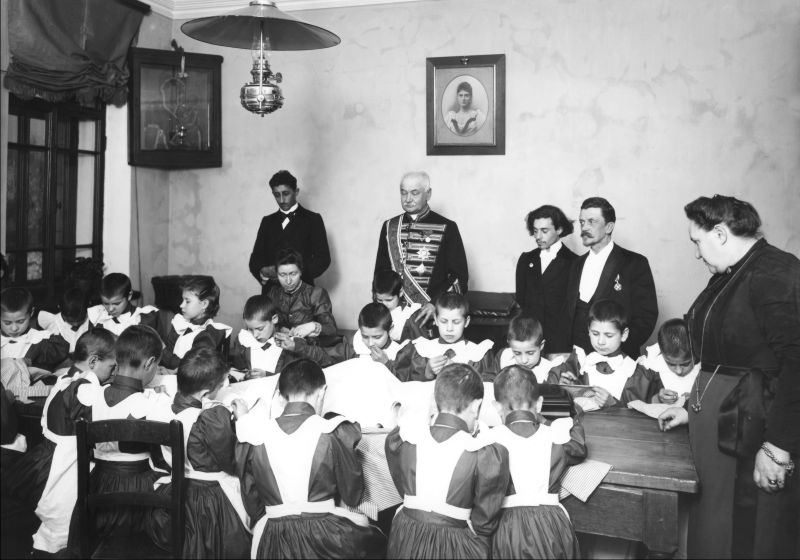
Детский приют трудолюбия св. Ольги.
Санкт-Петербург, 2 мая 1899 года, фото-ателье Карла Буллы

В 1895 году, в ознаменование рождения дочери великой княжны Ольги Николаевны, император Николай II повелел учредить в ближайших окрестностях Санкт-Петербурга «убежище для призрения» детей-сирот, назвав его в честь Святой Ольги. Данное учреждение получило название Петербургский Ольгинский детский приют трудолюбия. В учреждении действовал устав, согласно которому, дети принимались в приют без различия вероисповедания, сословия или звания, но способные к работе по состоянию здоровья. Их обучали Закону Божию и грамоте, земледельческим, преимущественно огородным работам, и несложным ремёслам.

### Попечительство о домах трудолюбия и работных домах
В том же 1895 году императрица Александра Фёдоровна учредила Попечительство о домах трудолюбия и работных домах.
В Положении о Попечительстве говорилось, что его целью была «попытка более планомерного дальнейшего развития и урегулирования такой формы призрения, которая так или иначе уже фактически существовала».
Попечительство разработало единый устав и правила для обществ, организующих дома трудолюбия в России.
С ноября 1897 по 1917 год оно издавало журнал «Трудовая помощь», выпускало литературу по организации занятости и устраивало ежегодный конкурс на лучшие исследования в области трудовой помощи.
К 1896 году в России существовало 44 дома трудолюбия: в 1888—1892 годах было открыто 7 (в Смоленске, Тамбове, Киеве, Саратове, Орле, Митаве и Ярославле), в 1893 году — 11 (в Твери, Вильне, Н. Новгороде, 2 в Варшаве, Гродно, Рязани, Вятке, Слободском, Елабуге и Кукарке), в 1894 году — 13 (в Москве, Ковно, Херсоне, 2 в Санкт-Петербурге, Архангельске, Полтаве, Царицыне, Чернигове, Петрокове, Люблине, Воронеже и Самаре) и в 1895 году — 10 Домов трудолюбия (во Владимире, в Симбирске, Калуге, Торжке, Туле, Киеве, Витебске, Санкт-Петербурге, с. Белом и Одессе), в 1900 году - в Рыбинске.
Большая часть домов трудолюбия была открыта стараниями барона Буксгевдена.
К началу 1900-х годов в России насчитывалось около 140 домов трудолюбия. На 1 января 1914 года — 282 дома (из которых 27 находились в ведении Санкт-Петербургского столичного попечительства о домах трудолюбия). Число опекаемых лиц превышало 20 000, а средства составляли почти 2 312 000 рублей.

### Детские дома трудолюбия

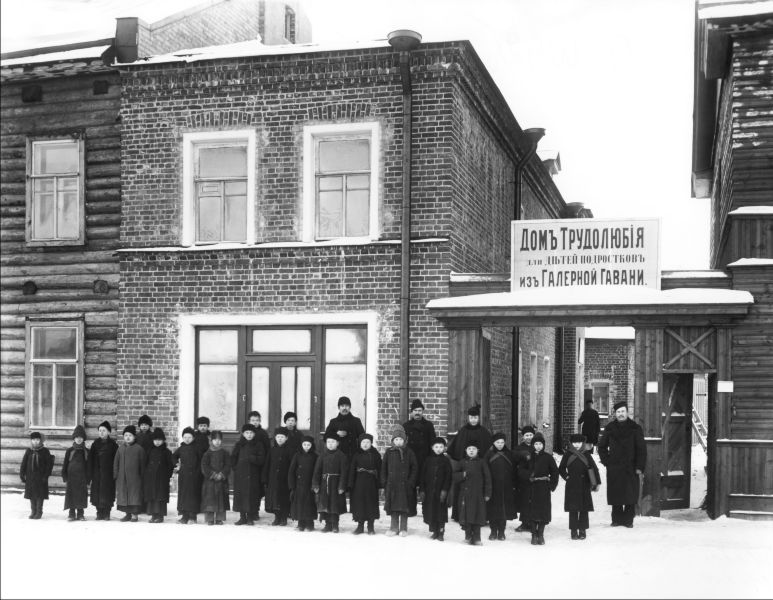
Группа мальчиков у здания Дома трудолюбия для детей-подростков Галерной гавани.
Санкт-Петербург, начало 1900-х годов, фото-ателье Карла Буллы.

В 1896 году барон Буксгевден ознакомился с деятельностью 10 немецких работных домов и стал учредителем Дома трудолюбия на Большой Охте (Б. Охтенский проспект,52).
По приезде в Россию 20 сентября 1897 года — Буксгевден создал Дома трудолюбия для детей-подростков Галерной Гавани (с 1899 года располагался на 13-й линии Васильевского острова, 8).
Попечительное общество о доме трудолюбия для детей-подростков в Галерной гавани учреждено по инициативе д.т.с. статс-секретаря Е. А. Перетца и его супруги С. А. Перетц и находилось в ведении Попечительства о трудовой помощи.
Целью общества провозглашалось: «1). Оказывать срочную, по возможности недолговременную помощь бездомным, выписанным из больницы и не имеющим еще заработка, освобожденным из мест заключения по отбытии наказания и всем вообще впавшим в крайнюю бедность, посредством предоставления им труда и приюта впредь до более прочного устройства их судьбы определением к постоянным занятиям или помещением на постоянное призрение; 2). Приучать к трудовой жизни нуждающихся в помощи малолетних и несовершеннолетних».
Бюджет Дома трудолюбия на первый год был определен в 3 132 рублей.
В нём одновременно опекалось до 35 подростков от 11 до 15 лет, как приходящих (они получали бесплатные обеды), так и постоянно в нём живущих.
Все воспитанники обучались по выбору ремёслам: сапожному, столярному, слесарному, токарному, переплетному, а также плетению корзин.
Всего в течение года обучение проходили до 80 подростков.
Особо успевающим выплачивалась зарплата от 3 до 5 копеек в день (сумма выдавалась по окончании обучения).
В первую очередь усилия по созданию детских домов трудолюбия были направлены на детей рабочих окраин, которые пополняли группу неблагополучных детей.
17 апреля 1898 года, барон создаёт аналогичный Детский приют трудолюбия для детей Сенной площади и Дома Вяземского (Фонтанка, 95).
31 августа 1898 года был утверждён устав приюта; общество находилось в ведении Попечительства о домах трудолюбия и работных домах (с 1906 — Попечительство о трудовой помощи.
Его учредителями стали настоятель церкви Ларинской гимназии о. А. А. Алексеев, барон О. О. Буксгевден, граф А. Ф. Буксгевден, графиня М. И. Буксгевден, Г. Н. Кохендерфер, М. П. Мясоедова, Л. А. Астромова, К. Р. Вольф и А. М. Померанцева.
Первой попечительницей приюта была М. П. Мясоедова, которую позже сменила М. Е. Зубковская.
Врач С. Л. Раппопорт безвозмездно оказывал медицинскую помощь призреваемым детям.
Общество существовало на членские взносы и частные пожертвования.
Ежегодный оборот приюта по данным на 1900 год составлял чуть менее 6 500 рублей.
К 1906 году Детский приют трудолюбия для детей Сенной площади и Дома Вяземского прекратило своё существование из-за недостатка средств.
Призреваемые дети в течение 1905—1906 были переведены в учрежденный тогда же Ольгинский детский приют трудолюбия в память барона О. О. Буксгевдена.

### Дом трудолюбия для образованных женщин

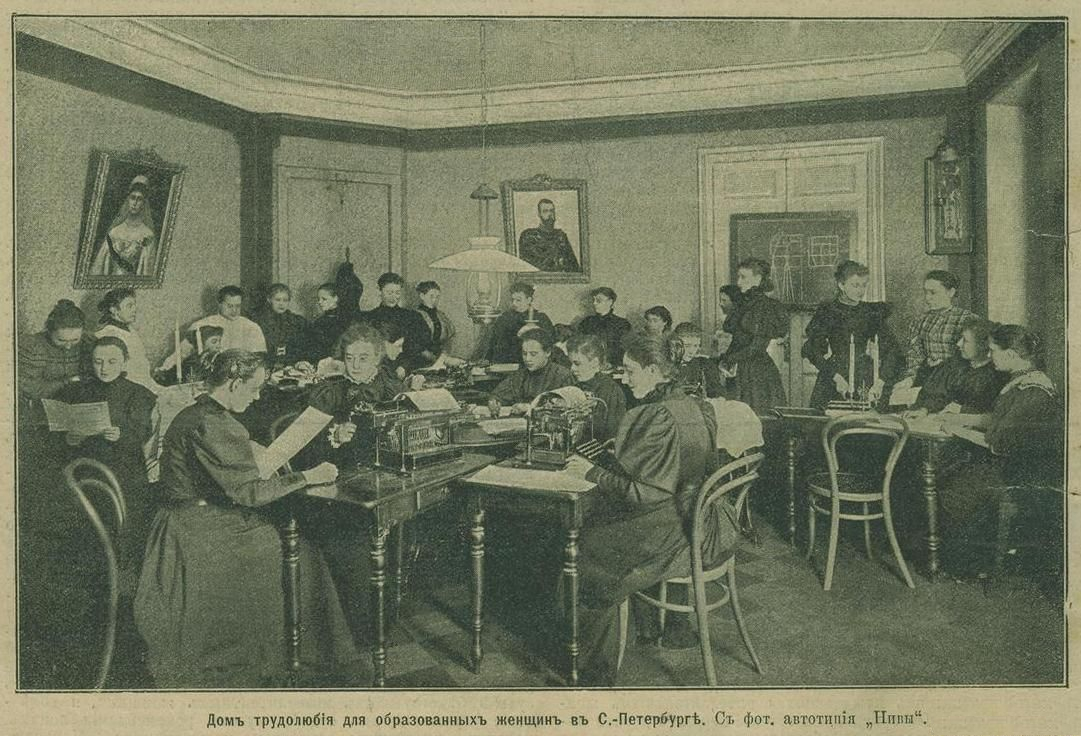
В Доме трудолюбия для образованных женщин, 1898

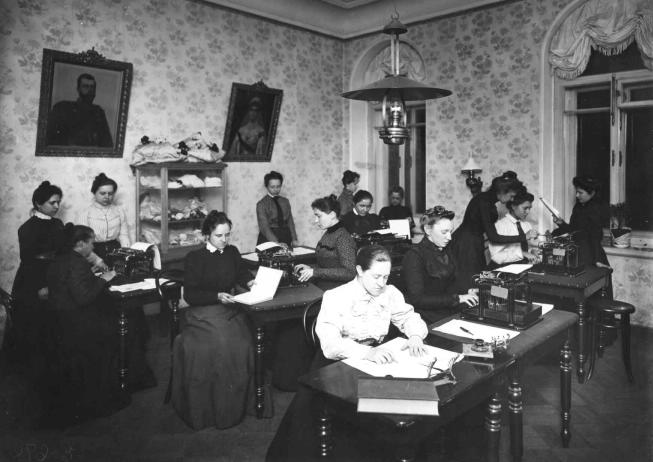
Обучение печати на пишущей машинке в Доме трудолюбия для образованных женщин на Знаменской. Около 1900 года, фотоателье К. К. Буллы, ЦГАКФФД

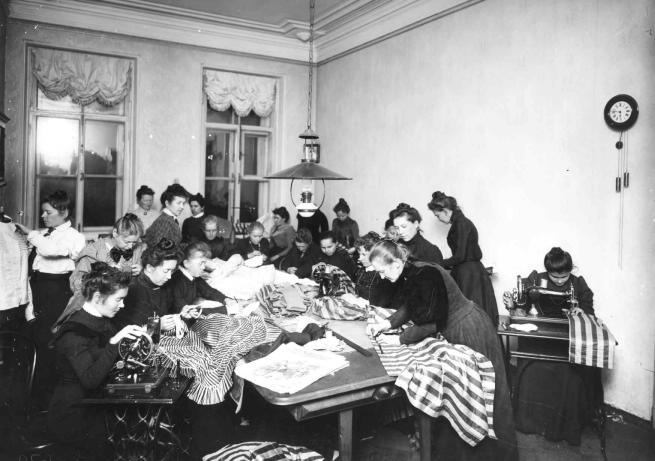
Обучение кройке и шитью в Доме трудолюбия для образованных женщин. Около 1900 года, фотоателье К. К. Буллы, ЦГАКФФД

В 1896 году Отто Буксгевден при поддержке Попечительства о домах трудолюбия и работных домах основал совершенно новый тип домов трудолюбия: Дом трудолюбия для образованных женщин на Знаменской (ныне — ул. Восстания, 28).
Учреждение предоставляло женщинам возможность интеллигентного труда и постоянный заработок «впредь до более прочного устройства их судьбы».
Хотя в него принимались женщины всех сословий и вероисповеданий, сюда обычно обращались выпускницы средних учебных заведений, сироты, вдовы, дамы, покинутые мужьями, часто обремененные детьми или престарелыми родителями и не получавшие пенсий.
Дом трудолюбия для образованных женщин на Знаменской принимал заказы на переписку деловых бумаг «как на пишущей машинке, так и пером»; составление и проверку счетов и смет; выпуск малотиражных изданий пером, на пишущей машинке, на «мимеографе и гектографе»; переводы с французского, немецкого и английского языков, а также, на различные рукоделья, шитье и вышивание гладью дамского и детского белья и платья.
Работы выполнялись по умеренным ценам, ими можно было заниматься как в помещениях заведения, так и на дому.
При Доме открылись углубленные языковые курсы французского, немецкого, английского, итальянского и испанского языков с переводческим практикумом, редакторские курсы, курсы бухучета, курсы секретарского дела, машинописи, фальцовки и брошюровки печатных изделий, кройки и шитья по системе Базаровой, изящного рукоделия, живописи по стеклу, бархату и атласу и даже изготовления кукол.
Например, платные уроки работы на пишущей машинке стоили по 2 рубля в месяц и преподавали двухмесячный курс кройки и шитья за 10 рублей.
Слушательницам, успешно окончившим секретарские или бухгалтерские курсы, администрация находила работу в банках или конторах.
Самые несостоятельные женщины получали в столовой бесплатно завтрак, обед из двух блюд и чай, а также единовременные ссуды и пособия.
Уже через несколько месяцев после открытия там работали или учились более 50 женщин, к концу первого года в этом доме трудолюбия работали более 150 женщин, а к 1901 их стало 340.
К 1898 году в России было уже 130 домов трудолюбия.

### Дом трудолюбия для образованных мужчин
В 1899 году, воодушевлённый первым успешным проекта, барон Буксгевден основал Дом трудолюбия для образованных мужчин.
Идея создать Дом трудолюбия под первоначальным названием «Благотворительная мастерская для образованных мужчин», была выдвинута на собрании у бар. О. О. Буксгевдена, состоявшемся 11 ноября 1898 года.
Присутствовавший на собрании Владимир Александрович Ратьков-Рожнов пожертвовал на устройство будущего заведения 3 000 рублей.
В числе учредителей были также приват-доцент В. М. Гессен, профессора А. Я. Данилевский и В. Е. Тимонов, гр. Н. А. Ламздорф и другие; среди последующих жертвователей — С. А. Кун и С. Я. Поляков.
В протоколе собрания указывалось, что дом трудолюбия «должен выступить в роли посредника между ищущими и предлагающими различные виды интеллигентного труда, для чего войти в сношения с различными торговыми и издательскими фирмами, с редакторами журналов, типографий и проч.».
Для устройства заведения был снят верхний этаж деревянного особняка на Б. Ружейной ул., (ныне ул. Мира, 13, где имелось три больших общих комнаты, а также кухня и комнаты для сторожа и смотрителя дома.
Работы в заведении начались в январе 1899 года.
Подопечные этого учреждения составляли тексты, бухгалтерские отчеты, стенные таблицы и картограммы, переписывали тексты и переводили с иностранных языков.
Из 200 человек, обратившихся за помощью в первые несколько месяцев, 133 были дворяне, 33 — мещане, остальные — из среды крестьян и ремесленников; 12 имели высшее, а 22 — среднее образование.
За первые три месяца работу получили 83 человека, заработав в сумме 339 рублей 55 копеек.
Все работники получали право на льготные обеды (с 50-процентной скидкой) в находившейся поблизости столовой С. П. фон Дервиза.

### Распространение

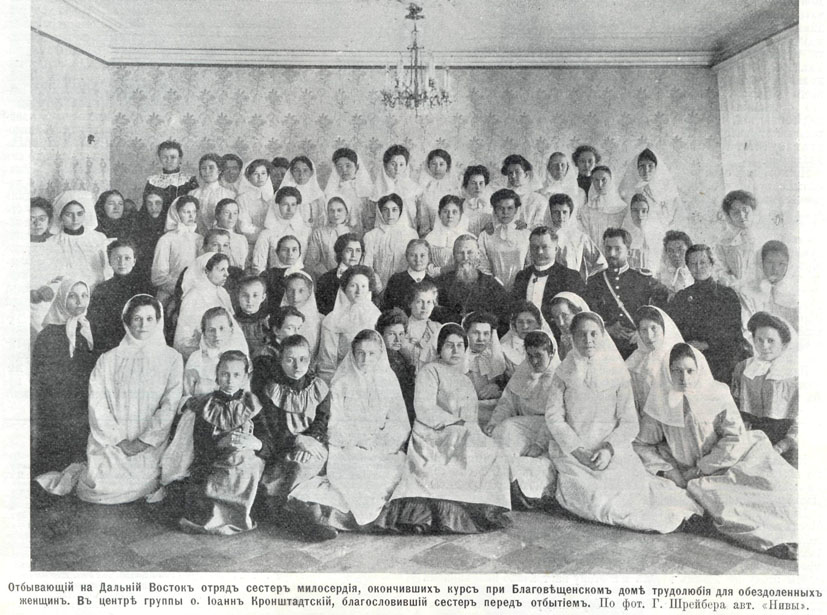
Отряд сестер милосердия, окончивших курсы при Благовещенском Доме трудолюбия для обездоленных женщин перед отправлением на Дальний Восток. В центре — святой Иоанн Кронштадтский. Фотография периода Русско-Японской войны (начало XX в.)

К началу XX века словосочетание «дом трудолюбия» стало нарицательным для всех учреждений, которые давали возможность нуждающимся заработать, а не просить милостыню.
На тот момент существовало более ста подобных учреждений.
В 1902 году Отто Буксгевден рекомендовал устроить в Нижнем Новгороде специальный детский приют, в котором дети могли бы обучаться ремёслам.
В 1903 году открылся дом трудолюбия на Садовой-Самотёчной улице в Москве, в доме Каштановой, который содержался Обществом трудовой помощи в Москве.
В Доме работали 42 женщины.
В 1903 году Буксгевден осмотрел портовые города России с целью учреждения в них приютов-кораблей и сбора пожертвований. На собранные в результате поездки деньги был учреждён детский приют-корабль в Таганроге; 14 ноября 1911 года в Кронштадте был открыт приют-корабль св. Стефана.

### Октябрьская революция
После Октябрьской революции все дома трудолюбия в России были постепенно закрыты в связи с изменением социальной политики государства. Решением проблемы безработицы в этот период целиком занимались государственные органы СССР.

### Современная история
В начале 2000-х годов в России вновь стали возрождаться дома трудолюбия.
Однако они не имеют юридической базы для своего существования, более того в некоторых разделах права входят с ним в противоречие.
Также в начале 2000-х годов в США был создан Дом трудолюбия в Бруклине имени св. Иоанна Кронштадтского.

## Принципы деятельности

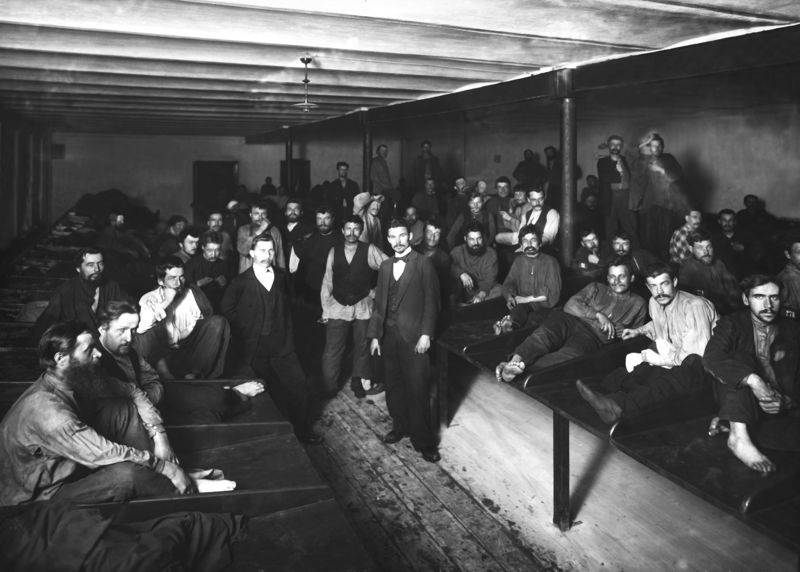
Ночлежники Первого дома трудолюбия Попечительного общества о домах трудолюбия. Санкт-Петербург. 1913.

В целом дома трудолюбия функционировали следующим образом.
В первые годы существования они были своеобразной биржей труда, предназначенной для помощи в поиске или для предоставления работы лицам, её утратившим.
Их основу составляли ремесленные производства — сапожное, переплётное, столярное, хлебопекарное, швейные и вышивальные мастерские, где изготовляли пакеты, курительные гильзы, рогожи, маты, матрацы, щётки, плели корзины и лапти.
Работа по уборке улиц и на свалках оплачивалась лучше, но таких заказов было крайне мало.
Особо нуждающимся предоставлялся кров и пища.
Как правило, при домах трудолюбия существовали начальные школы для детей и воскресные школы с практическими курсами для взрослых.
Многие из домов трудолюбия открывали ясли для детей работающих женщин, приюты и амбулатории.
При домах трудолюбия зачастую открывались пункты медицинской помощи. 
В Херсоне, Ярославле, Яренске существовали дома трудолюбия для детей, причём Херсонское Общество считало подобное направление важнейшим именно «для подрастающего поколения, чтобы дать ему правильное воспитание с самого детства и искоренить развившееся в городе нищенство и попрошайничество детей. Менее необходимым представлялось пока устройство дома трудолюбия для взрослых ввиду весьма выгодных условий при приискании ими работы и достаточно высокой платы в течение почти всего года…».

## Финансирование
Практические все дома трудолюбия состояли на дотации государства, специально созданных попечительств или частных пожертвований.
Бюджеты домов трудолюбия складывались из прямых государственных дотаций, членских взносов, благотворительных пожертвований, выручки от продажи продукции и выполненных городских работ, кружечного сбора, благотворительных лотерей и концертов.
Средняя доплата для покрытия расходов Дома составляла 20-26 копеек в день на человека.
Заработок чернорабочего мастера составлял от 5 до 15 копеек в день.
Детские дома трудолюбия были ещё менее окупаемы, чем для взрослых.